# Wola Żyrakowska
Wola Żyrakowska est une localité polonaise de la gmina de Żyraków, située dans le powiat de Dębica en voïvodie des Basses-Carpates.